# Fartuun Adan
Fartuun Abdisalaan Adan (somali: Fartuun Aadan; àrab: فارتوون عدن, Fārtwūn ʿAdan) (Somàlia, 1969) és una activista social somali per la pau, els drets humans i els de les dones.

## Vida personal
Adan es va criar a Somàlia. Va estar casada amb Elman Ali Ahmed, un emprenedor local i activista per la pau. La parella tingué tres filles.
Al 1996, durant la Guerra Civil somali, el seu marit va ser assassinat a prop de la casa familiar al sud de Mogadiscio. Fartuun Adan va emigrar al Canadà el 1999.
L'any 2007, va retornar a Somàlia per lluitar per la pau i els drets humans.

## Carrera professional
Fartuun Adan és la directora executiva del Centre Elman per la Pau i els Drets Humans, una ONG establerta a Mogadiscio en honor del seu marit.
A més a més, Adan també és la cofundadora de Sister Somalai, el primer programa nacional d'assistència a les víctimes de violència sexual.

## Premis
L'any 2013, li fou atorgat el Premi Internacional Dona Coratge del Departament d'Estat dels Estats Units.
Al 2014, va rebre un premi del govern alemany per la seva feina amb el Centre Elman per la Pau i els Drets Humans.
Juntament amb la seva filla Ilwad Elman, va ser una de les finalistes a l'Aurora Prize for Awakening Humanity.